# Jægere og samlere
Jægere og samlere betegner i etnografisk sammenhæng samfund, hvis vigtigste overlevelsesvirksomhed består i indsamling af spiselige planter og dyr i naturen, samt jagt. Op til 80% af maden blev fremstillet ved indsamling.

## Oprindelse
Det menes, at jægere og samlere udgør en videreudvikling af en ren samlerlevemåde. Indførelsen af jagt var det første skridt til at forbedre sit levegrundlag. Det har været foreslået at betegne denne levemåde som strejfjægere, idet levemåden indebar, at man vedvarende strejfede om for at finde egnet jagtvildt.

## Udbredelse
Denne levevis fandtes i førindustriel tid udbredt i egne, hvor tilgangen til både vækster, frugter, nødder med videre og fugleæg, samt fisk, skaldyr og pattedyr var tilstrækkeligt omfangsrigt til at sikre tilværelsen. Sådanne vilkår forekom(mer) især i tropiske og subtropiske egne, det vil sige i Sydamerika, Afrika, og Australien.
Omkring 1990 anslog man, at mere end 90 % af de mennesker, der nogensinde har eksisteret, har været jægere og samlere, men at denne gruppe i 1990 var kommet til at udgøre mindre end 0,003 % af verdens befolkning. 

## Levevis
Kendetegnende for denne livsform var, at samfundet var kønsopdelt, idet kvinderne tog sig af indsamlingen af vækster med mere, mens mændene forestod jagten. Det to bidrag til tilværelsens opretholdelse var af samme betydning.
Et andet kendetegn var, at jagten skete på mange dyrearter, og kendskabet til disse arter, deres levevis og vaner, udgjorde en viden af betydning for jagtens heldige udfald.
Det følger af livsformen, at man som regel flytter hyppigt omkring inden for stammens område. Ligeledes indebærer rigdommen på de tilgængelige fødekilder, at der ikke er behov for at lægge forråd til side. Ved den senere overgang til et mere fastboende liv var forrådsgruber nødvendige.

## Redskaber
Samlere og jægere i Amerika og Sydafrika benytter bue og pil, hvorimod man på Tasmanien og i Australien udviklede boomerangen og kastetræet til udslyngning af spyd. 

## Nuværende jægere og samlere
Helt frem til nutiden har enkelte folkeslag formået at bevare denne livsform:

### Afrika
- Aweer (Kenya, Somalia)
- Ogiek (Kenya)
- Sengwer (Kenya)
- Yaaku (Kenya)
- Hadza (Tanzania)
- San (Sydafrika, Namibia og Botswana)

### Asien
- Andamaner (Indien)
- Mlabri (Thailand)
- Orang Kubu (Indonesien)
- Fayu og andre (Papua/Ny Guinea)
- Veddas (Sri Lanka)

### Australien
- Aborigines (Australien), herunder Pintupi Nine

### Sydamerika
- Aché
- Yanomami

### Andre
- Watha